# Paul Souchay

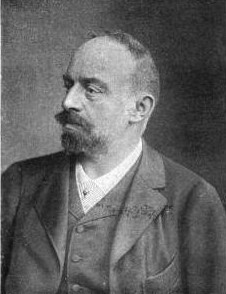
Paul Souchay

Paul Souchay, vollständig Albert Friedrich Paul Souchay (* 26. Mai 1849 in Berlin; † 14. Dezember 1900 ebenda) war ein deutscher Maler.

## Leben
Paul Souchay entstammt dem Berliner Zweig der Familie Souchay, die als Hugenotten im 18. Jahrhundert zunächst nach Hanau gekommen war. Er war der zweite Sohn von Cornelius Christian Friederich Souchay (* 1817 in Manhagen; † 1892 in Berlin) und dessen Frau Ida Caroline, geb. Sickel (* 1825 in Frankfurt am Main; † 1887 in Berlin). Sein Vater baute in Berlin die Weinhandlung F. C. Souchay auf, die 1913 von Max Gruban als Gruban & Souchay übernommen wurde. Das Wohn- und Geschäftshaus befand sich in der Lindenstraße 42 in Berlin-Kreuzberg.
Zunächst studierte Souchay Bildhauerei bei Albert Wolff. 1874 wechselte er zur Malerei und wurde Meisterschüler von Max Michael. Ab 1878 stellte er regelmäßig auf der Berliner Kunstausstellung aus. Er war seit 1882 Mitglied im Verein Berliner Künstler sowie Mitglied eines privaten Zeichenzirkels, der in den 1880er Jahren in einem Studio in der Potsdamer Straße zusammenkam und dem auch Karl Stauffer-Bern und Lovis Corinth angehörten. 1892 wurde er auf der Dresdner Aquarell-Ausstellung mit einem Ehrendiplom ausgezeichnet.
Paul Souchay war seit 1892 verheiratet mit Helene, geb. Koch (* 1860 in Berlin; † 1930 ebenda). Das Paar hatte drei Kinder, darunter den späteren Generalmajor Curt Souchay (1893–1978). Ein weiterer Sohn, Werner (* 1894), fiel 1916 im Ersten Weltkrieg. Dessen Zwillingsschwester Catharina (1894–1940) heiratete den Hamburger Rechtsanwalt Johannes Studt. Sie ist die Großmutter von Stefan Studt. Der Maler Erich Souchay (1877–1941) war Paul Souchays Neffe.
Souchay wurde auf dem Friedhof II der Französisch-reformierten Gemeinde an der Liesenstraße beigesetzt; sein mit einem Porträtmedaillon geschmücktes Grabmal ist erhalten.

## Werke

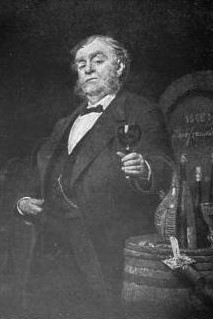
Porträt des Vaters (1878)

Souchay war für Genremalerei, Porträts und Aktstudien bekannt. Eins seiner bekanntesten Werke war ein 1878 entstandenes Porträt seines Vaters bei einer Weinprobe. Der Wohlstand der Familie, „ein gütiges Geschick“ (Adolf Rosenberg), machte ihn finanziell unabhängig und erlaubte es ihm, „sich bei seinen Studien wie bei seinen späteren Schöpfungen Zeit lassen zu können.“
Friedrich von Boetticher verzeichnete 1898 18 Werke, die Souchay auf Kunstausstellungen gezeigt hatte.

### Ausstellung
- 1901: Gedächtnisausstellung im Künstlerhaus in der Bellevuestraße[7]